# Persoonia acerosa
Persoonia acerosa (лат.) — кустарник, вид рода Персоония (Persoonia) семейства Протейные (Proteaceae), эндемик штата Новый Южный Уэльс в Австралии.

## Ботаническое описание

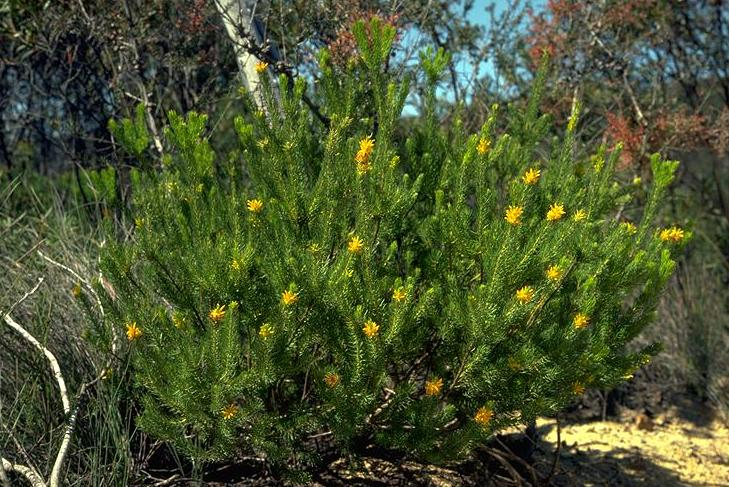
Общий вид растения

Persoonia acerosa — прямостоячий или раскидистый кустарник, который обычно вырастает до высоты 0,5-2 м. Кора гладкая. Листья линейные, 10-23 мм в длину и 0,5 мм в ширину, с выемками на верхней поверхности. Цветки расположены между листьями на веточке, которая продолжает расти после цветения. Цветок находится на цветоножке длиной 1-2 мм. Цветки трубчатые, длиной 8-10 мм, гладкие, появляются в основном летом. Плод представляет собой грушевидную желтовато-зелёную костянку длиной до 14 мм.

## Таксономия
Впервые вид был официально описан в 1827 году австрийскими ботаниками Йозефом Августом и Юлиусом Германом Шультесами в их книге Mantissa in volumen primum [-tertium]: Systematis Vegetabilium caroli a Linné из неопубликованного описания ботаника Франца Зибера.

## Распространение
Persoonia acerosa — эндемик австралийского штата Новый Южный Уэльс. Растёт на пустошах, в кустарниковых и песчаниковых лесах на Центральном побережье штата и от центральных Голубых гор до района деревни Хилл-Топ в Новом Южном Уэльсе на высоте 550—1000 м над уровнем моря. В основном встречается в верховьях Голубых гор и считается вымершим в окрестностях Хилл-Топа.

## Охранный статус
Вид внесён в список «уязвимых» в соответствии с Законом правительства Австралии об охране окружающей среды и сохранении биоразнообразия 1999 года и Законом правительства Нового Южного Уэльса о сохранении биоразнообразия 2016 года. Основными угрозами для вида являются расчистка земель, профилактического сжигание для уменьшения опасности, сорняки, автомобильное движение и вывоз мусора.
Международный союз охраны природы классифицирует природоохранный статус вида как «находящийся на грани полного исчезновения».